# Migrierender motorischer Komplex
Der migrierende motorische Komplex (MMC) ist ein zyklisches, motorisches Aktivitätsmuster des Dünndarms und des Magens. Dieser kommt vor allem bei nüchternem Verdauungssystem vor. Aus diesem Komplex resultiert auch das Magenknurren bei leerem Magen.
Ein MMC im Magen dauert 90 bis 120 Minuten und ist in drei Phasen unterteilt:
- In Phase 1 gibt es keine mechanische und sekretorische Aktivität des Magens.
- In Phase 2 kommt es zu schwachen, unkoordinierten Kontraktionen.
- In Phase 3 kontrahiert sich der Magen stark, wobei die Luft im Magen komprimiert wird und dabei Geräusche verursacht.[2]